# Ostružná (Fluss)
Die Ostružná, auch Pstružná (deutsch Wostruzna) ist ein linker Zufluss der Otava in Tschechien.

## Verlauf
Die Ostružná entspringt im Böhmerwald am südöstlichen Fuße der Javorná (Ahornberg, 1090 m) im Naturreservat Zhůřská pláň beim Weiler Keply (Köppeln) in 975 m Höhe. Sie fließt zunächst über Gerlův Dvůr (Gerlhof), Svinná (Swina), Buchar (Pucher), Hamerské Údolí (Hammerthal), Javorná (Seewiesen),  Eisnerův Dvůr (Eisnerhof) und Poschingrův Dvůr (Poschingerhof) in Richtung Nordwesten. Bei Onen Svět (Jenewelt) ändert der Bach seine Fließrichtung nach Nordosten. Im weiteren Verlauf folgen die Orte Zejbišský Dvůr (Seewieserhof), Motlova Pila, Jesení (Gesen), U Špičáku und Čachrov, wo der Bach den Berg Zahrádka (819 m) umfließt, bevor sich die Ostružná nach Südosten wendet. 
Über Rajský Mlýn (Paradeismühle), Braníčkov, Zahrádka, Nemilkov, Kouklovna führt der weitere Flussverlauf bis nach Velhartice. Hier ändert der Fluss seine Richtung nach Nordosten. Über Tajanov, Konín, Ujčín, Nový Ovčín und Starý Ovčín fließt die Ostružná dann bis Kolinec, wo der Fluss nach einem Bogen um den Berg Rovina (723 m) wieder die südöstliche Richtung einschlägt. Dann liegen die Orte Puchverk, Pazderna, Čermná, Mokrosuky, Kašovice, Hrádek und Zdouň am Fluss. Schließlich fließt die Ostružná am nördlichen Stadtrand von Sušice vorbei und mündet gegenüber von Malá Chmelná an der Mühle Dobršínský Mlýn nach 41,3 km Flusslänge in einer Höhe von 454 m ü. M. in die Otava. Das Einzugsgebiet der Ostružná umfasst 172,5 km². Auf einer Länge von 21 Kilometern ist sie befahrbar.
Zwischen Ujčín und Sušice führt die Bahnstrecke Horažďovice předměstí–Klatovy am Fluss entlang.

## Zuflüsse
- Šukačka (l), bei Eisnerův Dvůr

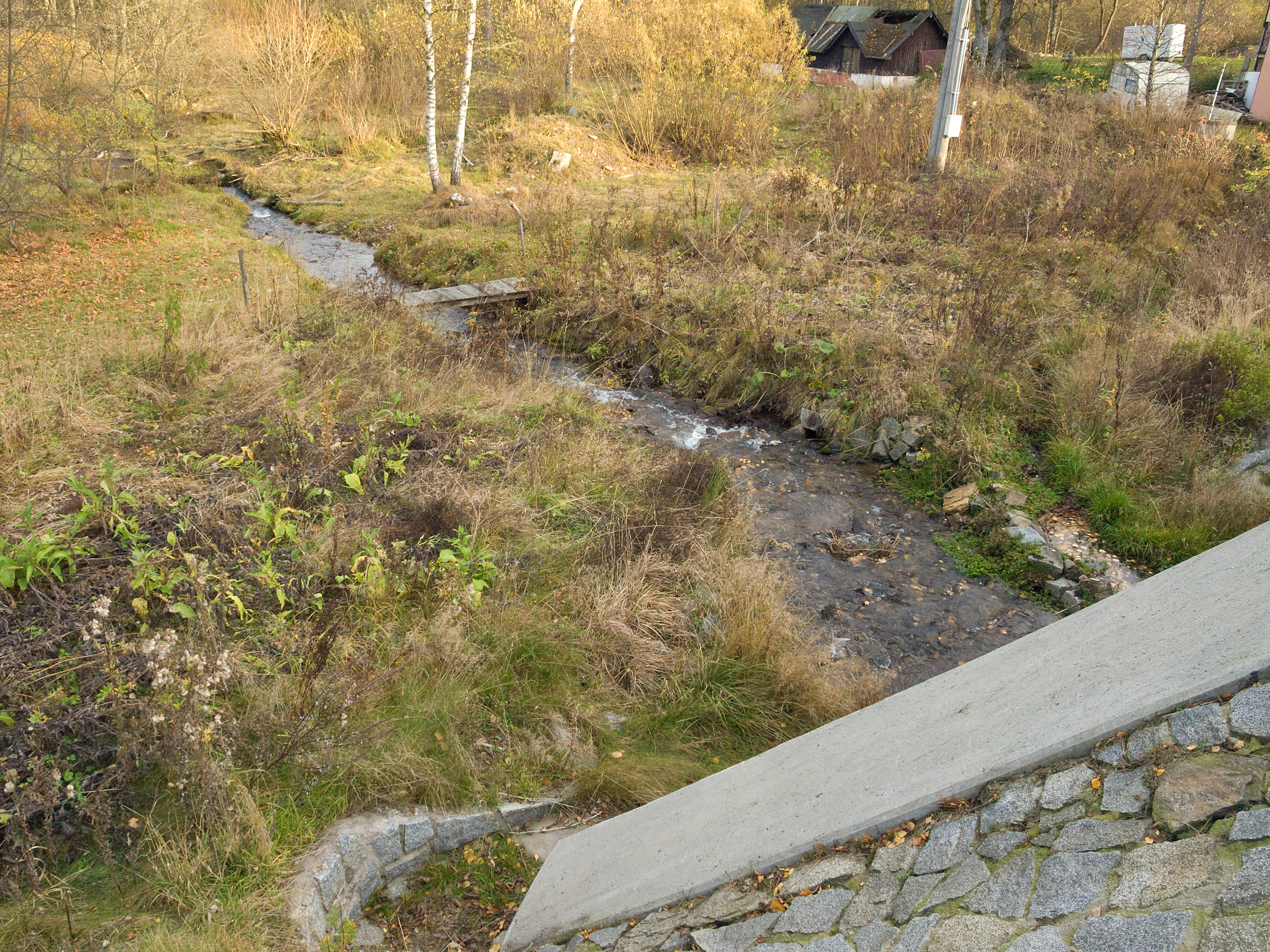
Šukačka

- Svinný potok (r), bei Zejbišský Dvůr
- Kunkovický potok (r), bei U Špičáku
- Čeletický potok (r), bei Kouklovna
- Mlýnský potok (l), bei Ujčín
- Kalný potok (l), in Kolinec
- potok Hory Matky Boží (r), bei Mokrosuky
- Čermnský potok (l), in Kašovice
- Svojšický potok (r), in Hrádek